# Bjarne Wernicke-Olesen
Dr Bjarne Wernicke-Olesen er Research Lecturer (Associate Professor) ved Oxford Centre for Hindu Studies og Member of the Faculty of Theology and Religion ved Oxford Universitet. Hans forskningsområder er Religionsvidenskab, hinduisme, indiske sprog (særligt Sanskrit, Vedisk og Pali); Śāktisme og tantriske traditioner; Den asketiske reformisme (6. til 2. århundrede f.v.t.); Middelalderen i Indien og Nepal; Yoga og asketisme; Myter og ritualer; Idehistorie i Sydasien; Teori og metode; Religionsvidenskabelig forskningshistorie. Wernicke-Olesen er leder af Śākta Traditions projektet, et internationalt forskningsprogram med fokus på gudindetraditioner i Sydasien.
Bjarne Wernicke-Olesen er har ledet flere ekspeditioner til Sydasien for at forstå og kortlægge gudindedyrkelse inden for hinduismen. Gennem mange år har han besøgt tantriske asketer i Indien og Nepal og foretaget ekspeditioner ind i Cambodias jungle, til Tibet og til andre hotspots for gudindedyrkelse.

## Forfatterskab
Bjarne Wernicke-Olesen er forfatter til den danske sanskritgrammatik Gudernes Sprog: Klassisk sanskrit på dansk. Sanskritgrammatikken er den første af sin slags på skandinavisk sprog siden danskeren N.L. Westergaards "Kortfattet Sanskrit Formlære" fra 1846, og betegnes af professor Gavin Flood (FBA) som "a landmark publication in Scandinavian Indology".

## Publikationer (bøger)
- (2017) Übungswissen in Yoga, Tantra und Asketismus des frühen indischen Mittelalters. Almut-Barbara Renger and Alexandra Stellmacher (eds), Übungswissen in Religion und Philosophie: Produktion, Weitergabe, Wandel, pp. 241-257. Berlin: LIT Verlag.
- (2015) Goddess Traditions in Tantric Hinduism: History, practice and doctrine. 1 udg. Oxford: Routledge, 2015. 198 s.
- (2015) Varanasi: Hinduismens brændpunkt. Vol. 1 1. udg. Aarhus: Systime.
- (2013) Gudernes sprog: Klassisk sanskrit på dansk. 1 udg. Højbjerg: Forlaget Univers, 2013. 245 s.
- (2006) Bhagavadgītā - Ny dansk oversættelse. Aarhus : Forlaget Gammelmark, 2009. 174 s.